# Labasa
Labasa is een stad in Fiji en is de hoofdplaats van de provincie Macuata in de divisie Northern.
Labasa telde in 2007 bij de volkstelling 27.450 inwoners.

## Geboren
- Roy Krishna (30 augustus 1987), voetballer
- Apisalome Tuvura (18 maart 1986), voetballer